# Municipio de Santa María del Río
Santa María del Río es uno de los 59 municipios del estado mexicano de San Luis Potosí. Según el censo de 2020, tiene una población de 39 880 habitantes.
Es uno de los 4 pueblos mágicos. Se encuentra localizado al centro sur del estado y aproximadamente a 48 kilómetros de la ciudad de San Luis Potosí. Cuenta con una extensión territorial de 1655.55 km². El municipio es famoso por ser la cuna del rebozo de bolita, que era el más comúnmente usado por las chinas. Era tejido con hilos de color azul y blanco.

## Descripción geográfica

### Ubicación
El municipio colinda al norte con los municipios de Villa de Reyes, San Nicolás Tolentino, Ciudad Fernández y San Luis Potosí Capital; al este con Río Verde; al sur con Tierra Nueva, y al oeste con Villa de Reyes.

### Orografía e hidrografía
Posee un territorio montañoso. Sus principales elevaciones son los cerros: el Membrillo, el Rincón Pilitas, el Duraznillo, San Pablo, el Platanito, San Antonio, la Banqueta, la Pachona, la Joya, la Mesa Prieta, los Barbechos; así como la sierra de Bagres. Sus suelos se formaron en la era Mesozoica; su uso principalmente es ganadero, forestal y agrícola. El municipio pertenece a la región hidrológica Panuco. Sus recursos hidrológicos son el río Santa María, el arroyo el Fuerte y las enramadas. Además cuenta con pequeños arroyos de afluente temporal; así como corrientes subterráneas de importancia para el riego.

### Clima
Debido a su ubicación, posee varios climas; en el centro encontramos el clima seco, el semicálido y el templado; al noreste, el clima templado cobra importancia; y al sureste predomina el clima semicálido; el sur encontamos clima seco y templado; no posee cambio térmico invernal bien definido. La temperatura media anual es de 18.5°C, la máxima se registra en el mes de mayo (37 °C) y la mínima se registra en enero (4.5 °C). El régimen de lluvias se registra entre los meses de mayo y septiembre, contando con una precipitación media de 362 milímetros.

## Historia
La fecha de fundación y el origen del nombre resulta confuso y controvertido pues hay dos períodos distintos: En uno, el más antiguo, nos refiere que hubo bautismo de cuachichiles (o guachichiles) en el año de 1542 el día de la Asunción de la Virgen y que bajo esta advocación se concedió fundar el pueblo al que el Virrey don Luis de Velazco llamó Santa María del Río.
"Primo Feliciano Velázquez en su folleto "Descubrimiento y Conquista de San Luis Potosí" nos dice lo siguiente: "Este año de 1589, que se ajustaron las paces, fue fundado Santa María del Río, por guachichiles y otomíes, en terrenos de la hacienda de Villela y en un sitio llamado San Diego de Atotonilco." De los pueblos de nuestro estado, solo ése y Tierra Nueva cuentan entre sus fundadores o individuos de la familia otomí. Las demás colonias establecidas fueron con indios sacados de Tlaxcala, ora por ser otra ciudad populosa, ora por su relativa cultura, ora lo que más vale, por su inquebrantable adhesión a los españoles... "
El área del territorio donde se ubica el municipio de Santa María del Río fue una zona de contacto con las antiguas culturas mesoamericanas. "La región estuvo en un tiempo ocupada por pueblos de cultura avanzada, agricultores de vida sedentaria y después llegó la invasión chichimeca y estos,  se apoderaron de toda la región en la que permanecieron hasta la llegada de los conquistadores."
La fecha de fundación del pueblo de Santa María del Río resulta confusa y ha sido controvertida. Se ha aceptado como fecha de fundación el año de 1589, esto es, más de dos años antes de la fundación de San Luis Potosí; el año de 1604; Santa María del Río era convento de religiosos franciscanos y fue erigido en ese año. Por entonces solo era pueblo de indios.
El cronista fray José Arlegui dice que este pueblo se componía como de quinientas familias repartidas en dos barrios que divide el convento con dos distintos gobernadores, uno de la nación cuachichil y otro de la nación otomí; que unos y otros estaban divididos por la calle que atraviesa por la iglesia.
Al presbítero D. Albino Escalante debemos el dato de que en el año de 1760 fue creada la parroquia de Santa María del Río.
En el territorio potosino no se había descubierto un mineral que produjera tan grandes cantidades de azogue, como los que se obtuvieron en el "Durazno" de la jurisdicción de Santa María del Río, por ello su notable interés en aquella época.
El mineral del Durazno mereció la atención del Barón de Humbbolt, en su obra "Ensayo Político" sobre la Nueva España donde se dice que el poco esmero con que fueron trabajadas esas minas produjeron hundimientos y que además se anegaron.
Terminada la guerra de Independencia y constituida la República Mexicana como país libre y soberano, se dictó la Constitución Política del Estado de San Luis Potosí, el 16 de octubre de 1826; el artículo 7 de esta Constitución ordenó la división del Estado en 10 partidos, uno de ellos fue el de Santa María del Río y por decreto n.º 60 del 5 de octubre de 1827, esta población tuvo la categoría de Ciudad por ser cabecera del departamento al que le pertenecerían las villas de San Francisco (hoy Villa de Reyes) y Tierranueva.
El hermoso puente que a muy poca distancia del centro de la ciudad de Santa María, es una obra material sólida y elegante que da honra y provecho a la población: Fue comenzada y proyectada esta obra en el año de 1844 por promoción del señor Francisco Flores, entonces subperfecto del partido y otros vecinos. Por otro lado la parroquia de Santa María del Río fue estrenada el 15 de agosto de 1845 y en dicha función predicó el sermón el presbítero D. Ambrosio Rivera de Pereda, por entonces Rector del Colegio Guadalupano Josefino de San Luis Potosí.
En el año de 1853 la ciudad de Santa María del Río, contaba con una población de veinte mil habitantes. El telégrafo llegó a santa María del Río poco antes de junio de 1866, en que,  por gestiones del general Tomás Mejía, entonces jefe de la tercera División del Ejército Mexicano Imperialista. Durante los años de 1874 y 1875 se reanudaron los trabajos de construcción del puente de la ciudad de Santa María del Río, siendo Gobernador del Estado el Lic. Pascual M. Hernández, nativo de esa ciudad
En el año de 1878, existían en el municipio de Santa María del Río, las siguientes haciendas: Villela, Badillo, Parada, Labor del Río, Palmarito y Fuerte o Purísima.
El municipio de Santa María del Río, estaba prosperando cuando poco después vino la Revolución, durante este angustioso periodo hubo algunas acciones de armas tanto dentro de la población, como en algunos lugares de ese municipio: En la primera quincena del mes de mayo de 1914 fue tomado el pueblo de Santa María del Río defendido por 150 hombres de federales huertistas, los cuales huyeron rumbo a Jesús María y los atacantes eran 400 hombres a las órdenes del teniente general Cleofas Cedillo Martínez.
Terminada la Revolución y restablecida la paz en la República, hubo en el municipio de Santa María del Río, cierta animación agrícola y comercial. El servicio de electricidad en Santa María del Río fue autorizado por el gobernador del Estado, según el decreto n.º 282 de fecha 2 de junio de 1927, siendo Gobernador el Dr. Abel Cano.
La primera publicación que hubo en Santa María del Río, se titulaba "LUX", era mensual, se anunciaba como "Boletín del Comité Parroquial" de la J.C.F.M. de Santa María del Río, se publicó durante los años de 1935 a 1937.
Fue en el año de 1953 cuando el doctor Daniel Rubín de la Borbolla, Director del Museo Nacional de Artes e Industrias Populares, instaló en la ciudad de Santa María del Río un taller de rebocería para hacer surgir nuevamente el "auténtico rebozo de Santa María del Río". El Gobernador don Ismael Salas apoyó decididamente esta industria típica de fama mundial y adquirió la casa donde fue fundado este taller.
Todavía en la década de los treinta de este siglo existía en la hacienda de Gogorrón una arruinada plantación de árboles de morera, insustituibles para la producción de seda natural.
Se sabe que recientemente, con apoyo oficial se han hecho esfuerzos para producir la seda natural en el municipio de Santa María del Río, sin embargo no se han publicado los resultados obtenidos.

## Cultura

### Sitios de interés
| - Parroquia de Nuestra Señora de la Asunción - Plaza Martín Bautista y Jardín Hidalgo - Claustro del ex Convento Franciscano - Capilla del Padre Eterno. - Cerro del Original - Santuario de Torrecitas - Santuario del Señor del Amparo. - Capilla del Cerro del Original. - Exhacienda Santo Domingo. - Exhacienda El Fuerte. - Exhacienda Soledad De Las Flores - Exhacienda Labor del Río. - El Río | - Manantial de Lourdes. - Manantial de Ojo Caliente. - Exhacienda Villela. - Iglesia de San José Alburquerque - Iglesia De El Potrero a San Isidro Labrador |

### Fiestas
Fiestas civiles
- Aniversario de la Independencia de México: 16 de septiembre.
- Aniversario de la Revolución mexicana: El 20 de noviembre.

Feria Regional del Rebozo (FEREB)
Feria del municipio que se realiza del 1° al 15 de agosto
Fiestas religiosas
- Semana Santa: jueves y viernes Santos.
- Día de la Santa Cruz: 3 de mayo.
- Fiesta en honor de la Virgen de Guadalupe: 12 de diciembre.
- Día de Muertos: 2 de noviembre.
- Fiesta patronal en honor de la Virgen de la Asunción: 15 de agosto.

## Gobierno
Su forma de gobierno es democrática y depende del gobierno estatal y federal; se realizan elecciones cada 3 años, en donde se elige al presidente municipal y su gabinete. La actual presidenta es Isis Aidé Díaz Hernandez quien triunfo en las elecciones pasadas del 2 de junio de 2024 y quien tomó posesión del cargo el 1 de octubre de 2024, siendo este militante del partido Movimiento Regeneración Nacional (Morena)
El municipio cuenta con 558 localidades, las cuales dependen directamente de la cabecera del municipio, las más importantes son: Santa María del Río (cabecera municipal)(13099 hab), El Fuerte (1744 hab), Enramadas (1388 hab), Ojocaliente (1283 hab) Santo Domingo (1197 hab), La Yerbabuena (1110 hab) Presa de Dolores (1057 hab), y fracción Sánchez (1008 hab), Bernalejo (539 hab)